# ATC-kod R05: Medel mot hosta och förkylning
ATC-kod R05: Medel mot hosta och förkylning är en del av klassificeringssystemet ATC (Anatomical Therapeutic Chemical Classification System) för läkemedel och vissa andra medicinska produkter. ATC utvecklas av WHO och består av alfanumeriska koder indelade i grupper utifrån anatomi, medicinsk funktion och läkemedelstyp på 5 olika kodnivåer. Denna sida utgör innehållet i en specifik grupp på nivå 2.

## R05CExpektorantia, exkl kombinationer medhosthämmande medel

### R05CA Expektorantia, exklmukolytika
R05CA01 Tyloxapol
R05CA02 Kaliumjodid
R05CA03 Guaifenesin
R05CA04 Ipekakuanharot
R05CA05 Altearot
R05CA06 Senega
R05CA07 Antimonpentasulfid
R05CA08 Kreosot
R05CA09 Guajakolsulfonat
R05CA10 Kombinationer
R05CA11 Levoverbenon
R05CA12 Hederae helicis folium
R05CA13 Cineol

### R05CBMukolytika
R05CB01 Acetylcystein
R05CB02 Bromhexin
R05CB03 Karbocystein
R05CB04 Eprazinon
R05CB05 Mesna
R05CB06 Ambroxol
R05CB07 Sobrerol
R05CB08 Domiodol
R05CB09 Letostein
R05CB10 Kombinationer
R05CB11 Stepronin
R05CB12 Tiopronin
R05CB13 Deoxyribonukleas I, rekombinant humant
R05CB14 Neltenexin
R05CB15 Erdostein

## R05DHosthämmande medel, exkl kombinationer medexpektorantia

### R05DA Medel med central verkan (opiumalkaloideroch derivat)
R05DA01 Etylmorfin
R05DA03 Hydrokodon
R05DA04 Kodein
R05DA05 Opiumalkaloider med morfin
R05DA06 Normetadon
R05DA07 Noskapin
R05DA08 Folkodin
R05DA09 Dextrometorfan
R05DA10 Tebakon
R05DA11 Pipazetat
R05DA12 Acetyldihydrokodein
R05DA20 Kombinationer

### R05DB Övriga hosthämmande medel
R05DB01 Bensonatat
R05DB02 Benproperin
R05DB03 Klobutinol
R05DB04 Isoaminil
R05DB05 Pentoxiverin
R05DB07 Oxolamin
R05DB09 Oxeladin
R05DB10 Klofedanol
R05DB11 Pipazetate
R05DB12 Bibensoniumbromid
R05DB13 Butamirat
R05DB14 Fedrilat
R05DB15 Zipeprol
R05DB16 Dibunat
R05DB17 Droxipropin
R05DB18 Prenoxdiazin
R05DB19 Dropropizin
R05DB20 Kombinationer
R05DB21 Kloperastin
R05DB22 Meprotixol
R05DB23 Piperidion
R05DB24 Tipepidin
R05DB25 Morklofon
R05DB26 Nepinalon
R05DB27 Levodropropizin
R05DB28 Dimetoxanat

## R05FHosthämmande medeli kombination medexpektorantia

### R05FA Centralt verkande medel (opiumalkaloideroch derivat) i kombination med expektorantia
R05FA01 Centralt verkande medel och expektorantia inkl mukolytika
R05FA02 Centralt verkande medel och expektorantia exkl mukolytika

### R05FB Övriga hosthämmande medel och expektorantia
R05FB01 Hosthämmande medel och expektorantia inkl mukolytika
R05FB02 Hosthämmande medel och expektorantia exkl mukolytika

### Engelska
- WHO Collaborating Centre for Drug Statistics Methodology - ATC Index
- WHO Collaborating Centre for Drug Statistics Methodology - ATCvet Index

### Svenska
- SIL online
- FASS.se - ATC
- FASS.se - Veterinär-ATC
- Sök läkemedelsfakta - Läkemedelsverket
- Socialstyrelsen : Klassifikationer
- Nationellt produktregister för läkemedel - NPL